# Ragazze d'America
Ragazze d'America (Broadway Babies) è un film del 1929 diretto da Mervyn LeRoy.

## Trama
Delight Foster, una ballerina di fila, si fidanza con il direttore di scena Billy Buvanny. Ma, credendolo infedele, accetta la corte di un canadese, Percé Gessant che le propone di sposarlo. Coinvolto con la malavita, Percé viene ferito il giorno delle nozze durante una sparatoria. Prima di spirare, lascia tutto il suo denaro a Delight che, nel frattempo, gli ha confessato di amare ancora Billy. I due giovani potranno utilizzare quei soldi per produrre a Broadway il loro spettacolo.

## Produzione
Il film fu prodotto dalla First National Pictures (A First National Vitaphone Picture). Girato muto, il film venne sonorizzato con il Western Electric Vitaphone sound-on-disc sound system.

## Distribuzione
Distribuito dalla First National Pictures, uscì nelle sale statunitensi - con il titolo originale Broadway Babies  (o Broadway Babes) - in versione sonorizzata il 30 giugno 1926. Il 28 luglio 1929, ne venne distribuita anche la versione muta. Nel Regno Unito, prese il titolo di Broadway Daddies.
Copia della pellicola viene conservata in un positivo 16 mm.